# Route de Philadelphie

Carte de la bande de Gaza. La route de Philadelphie est située le long de la frontière entre l'Égypte et la bande de Gaza.

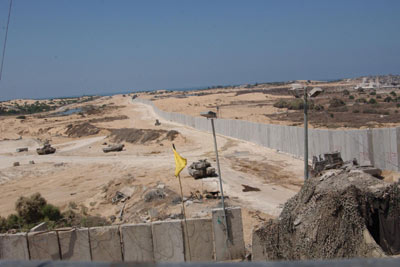
La route de Philadelphie.

La route de Philadelphie, également appelée corridor de Philadelphie ou couloir de Philadelphie, est une étroite bande de terre de quatorze kilomètres de long, située le long de la frontière entre l'Égypte et la bande de Gaza.

## Histoire
En vertu des dispositions du traité de paix Égypte-Israël de 1979, elle est établie comme une zone tampon contrôlée et patrouillée par les forces israéliennes. L'un des objectifs de la route de Philadelphie est d'empêcher la circulation de matériel illégal (y compris des armes et des munitions) et de personnes entre l'Égypte et la bande de Gaza. Les Palestiniens, en coopération avec certains Égyptiens, ont construit des tunnels de contrebande (en) sous la route de Philadelphie pour acheminer ces matériaux dans la bande de Gaza.
Après les accords d'Oslo de 1995, Israël est autorisé à conserver le corridor de sécurité. Après le désengagement unilatéral d'Israël de la bande de Gaza en 2005, l'accord de Philadelphie est conclu avec l'Égypte, qui autorise l'Égypte à déployer 750 gardes-frontières le long de la route pour patrouiller le long de la frontière du côté égyptien. Le côté palestinien de la frontière est contrôlé par l'Autorité palestinienne jusqu'à la prise de pouvoir du Hamas en 2007. L'autorité conjointe pour le poste-frontière de Rafah est transférée à l'Autorité palestinienne et à l'Égypte pour restreindre le passage aux détenteurs d'une carte d'identité palestinienne, et à d'autres personnes par exception.

## Guerre à Gaza

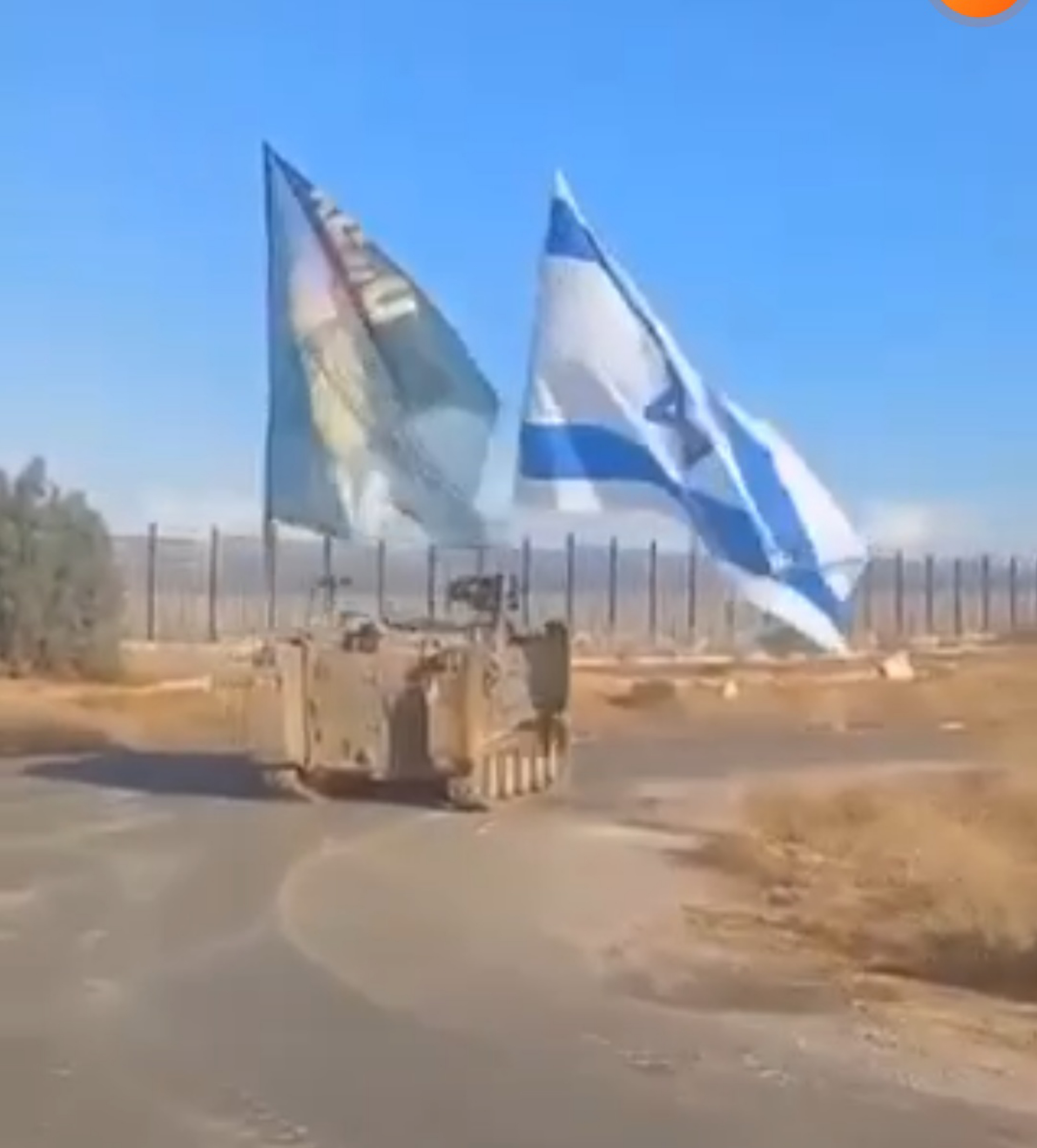
Blindé israélien de la 401e brigade s'engageant dans le corridor de Philadelphie (7 mai 2024).

Depuis l'attaque du Hamas contre Israël en octobre 2023 et la guerre qui s'ensuit, le gouvernement israélien, par la voix notamment du Premier ministre Benyamin Netanyahou, évoque à plusieurs reprises son intention de prendre le contrôle du corridor de Philadelphie. Le 11 décembre 2023, le Premier ministre israélien Benjamin Netanyahu déclare devant la commission des affaires étrangères et de la sécurité de la Knesset qu'Israël contrôlera le corridor de Philadelphie (frontière entre Gaza et l'Égypte) et qu'il imposera une zone tampon à l'intérieur de la bande de Gaza.
La zone de Rafah est le théâtre d'un conflit actif lors de la guerre entre Israël et le Hamas, y compris le poste frontière qui est au moins partiellement fermé en raison de l'offensive militaire.
Le 7 mai 2024, Israël prend le contrôle du point de passage de Rafah et stationne ses forces dans le corridor de Philadelphie, dont le contrôle est censé rester entre les mains de l'Égypte selon les accords de Camp David. Le 29 mai 2024 un responsable de Tsahal annonce la prise de contrôle du corridor de Philadelphie.
Le retrait israélien de ce corridor est une exigence du Hamas dans le cadre des négociations, et il s'agirait même du principal point empêchant la mise en œuvre d'un accord. Benyamin Netanyahou affirme que son contrôle est vital pour éviter le transit d'armes via des tunnels situés sous le corridor. Le directeur du Mossad David Barnea estime au contraire que cette occupation n'est « pas nécessaire d'un point de vue opérationnel ».
En août 2024, une analyse d'image satellite montre que 44 % des bâtiments du gouvernorat de Rafah ont été endommagé ou détruit, notamment le long du corridor de Philadelphie où des quartiers entiers ont été détruits entre avril et août 2024, pour créer une zone tampon, comme par exemple le village de Al Qarya as Suwaydiya.
En septembre 2024, les forces israéliennes construisent une route bitumée le long de la frontière, alors qu'il n'existait avant que des routes non bitumées entre la mer et le point de passage de Rafah.
En mars 2025, des images satellites montrent que Rafah a été entièrement rasée et effacée de la carte.